# 2 Tone Records
2 Tone Records (Two Tone Records) – brytyjska wytwórnia płytowa działająca w latach 1979 – 86.
Założycielem wytwórni był Jerry Dammers lider brytyjskiej formacji ska The Specials. Pierwotnym celem Dammersa było wydawanie nagrań własnego zespołu. Wkrótce obok The Specials swoje debiutanckie nagrania wydały w barwach wytwórni inne brytyjskie zespoły ska działające w tym okresie: The Selecter, The Beat, Madness oraz The Bodysnatchers. Przyczyniło się to do powstania tzw. "drugiej fali ska" na wyspach brytyjskich. Biało-czarna szachownica umieszczana na naklejkach i okładkach wydawnictw wytwórni stała się międzynarodowym symbolem muzyki ska (symbolizuje równość ludzi białych i czarnych)
Obok wykonawców ściśle związanych z nurtem ska, wytwórnia wydawała nagrania artystów związanych z innymi stylami muzycznymi min: Rico Rodrigueza (reggae), Elvisa Costello (rock), The Higsons (funk punk) .
Dystrybucją nagrań 2 Tone Rec. zajmowała się wytwórnia Chrysalis Records.

## Artyści związani z 2 Tone Rec.
- The Apollinaires
- Bad Manners
- The Beat
- The Bodysnatchers
- Elvis Costello
- The Friday Club
- The Higsons
- Jb's Allstars
- Madness
- Rhoda Dakar
- Rico Rodriguez
- The Selecter
- The Specials (The Specials AKA)
- The Swinging Cats